# توماس لارسن (لاعب كرة مضرب)
توماس لارسن هو لاعب كرة مضرب دنماركي، ولد في 15 يوليو 1975 في آرهوس في الدنمارك.

## وصلات خارجية
- توماس لارسن على موقع رابطة محترفي التنس (الإنجليزية)
- توماس لارسن على موقع الاتحاد الدولي لكرة المضرب (الإنجليزية)
- توماس لارسن على موقع كأس ديفيز (الإنجليزية)
- توماس لارسن على موقع خلاصة التنس.كوم (الإنجليزية)